# Gastern
Gastern je městys v Rakousku ve spolkové zemi Dolní Rakousy v okrese Waidhofen an der Thaya. Žije v něm 1232 obyvatel (podle sčítání z roku 2016).

## Poloha
Gastern se nachází v severozápadní části spolkové země Dolní Rakousy. Nalézá se 10 km severozápadně od města Waidhofen an der Thaya. Jeho rozloha činí 24,98 km², z nichž 20,57% je jí zalesněných.

### Členění
Území městyse Gastern se skládá z devíti částí (v závorce uveden počet obyvatel k 1.1.2015):
- Frühwärts (226)
- Garolden (112)
- Gastern (348)
- Immenschlag (44)
- Kleinmotten (127)
- Kleinzwettl (105)
- Ruders (120)
- Weißenbach (95)
- Wiesmaden (64)

## Historie
První písemná zmínka o Gasternu pochází z roku 1177. Městys byl pojmenován po klášteře Gasternstift v Horních Rakousích. Na městys byl povýšen roku 1931. Mezi lety 1954 a 1957 zde působil pozdější Traunsteinský farář Josef Elter známý jako „Bildhauerpafrrer (Farář sochař)“, jako kaplan v Gasternu a Dobersbergu.

## Osobnosti
- Alfred Haufek (1933-2014), politik

## Galerie

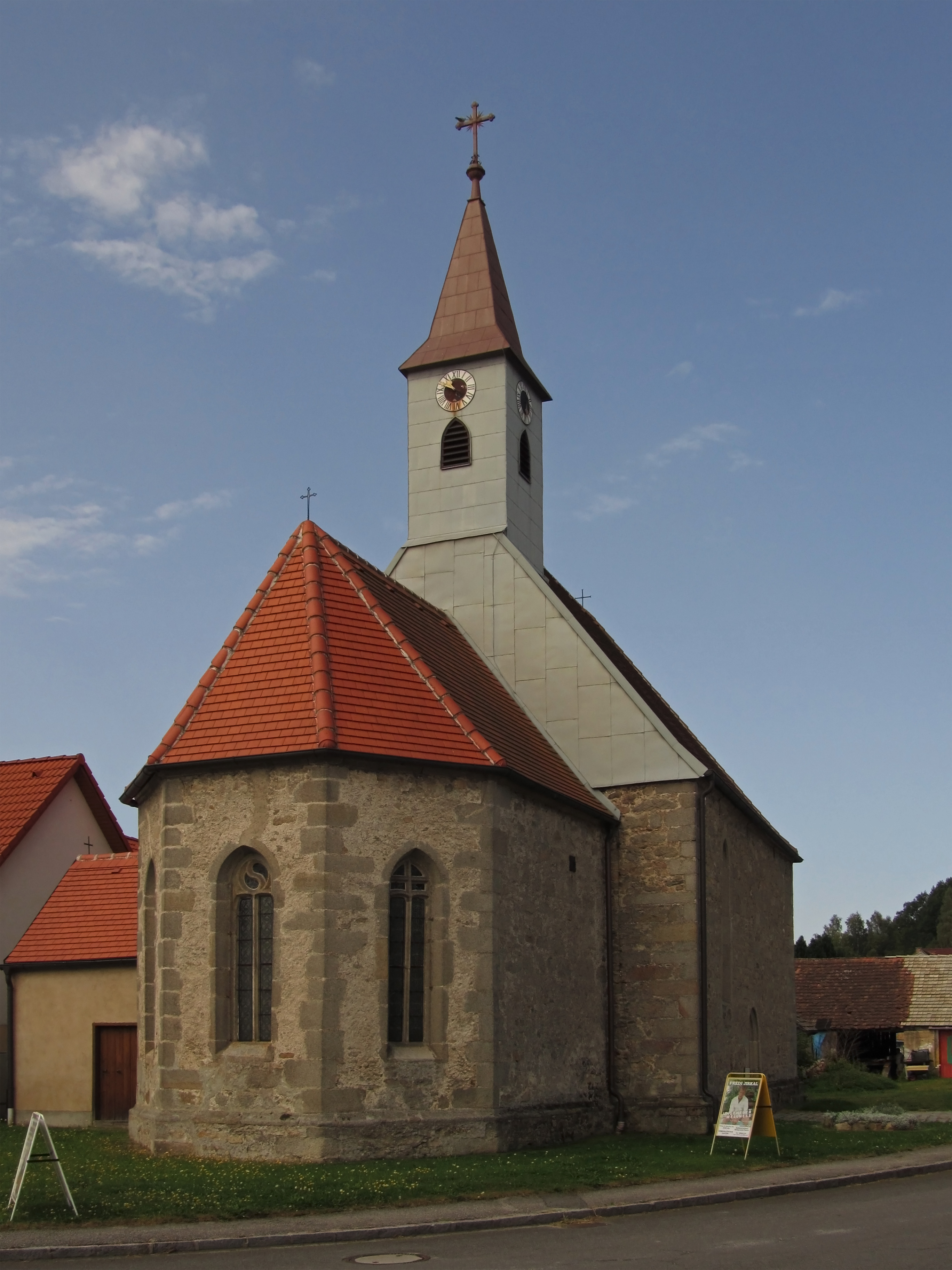
Kostel sv. Ondřeje ve Wießenbachu
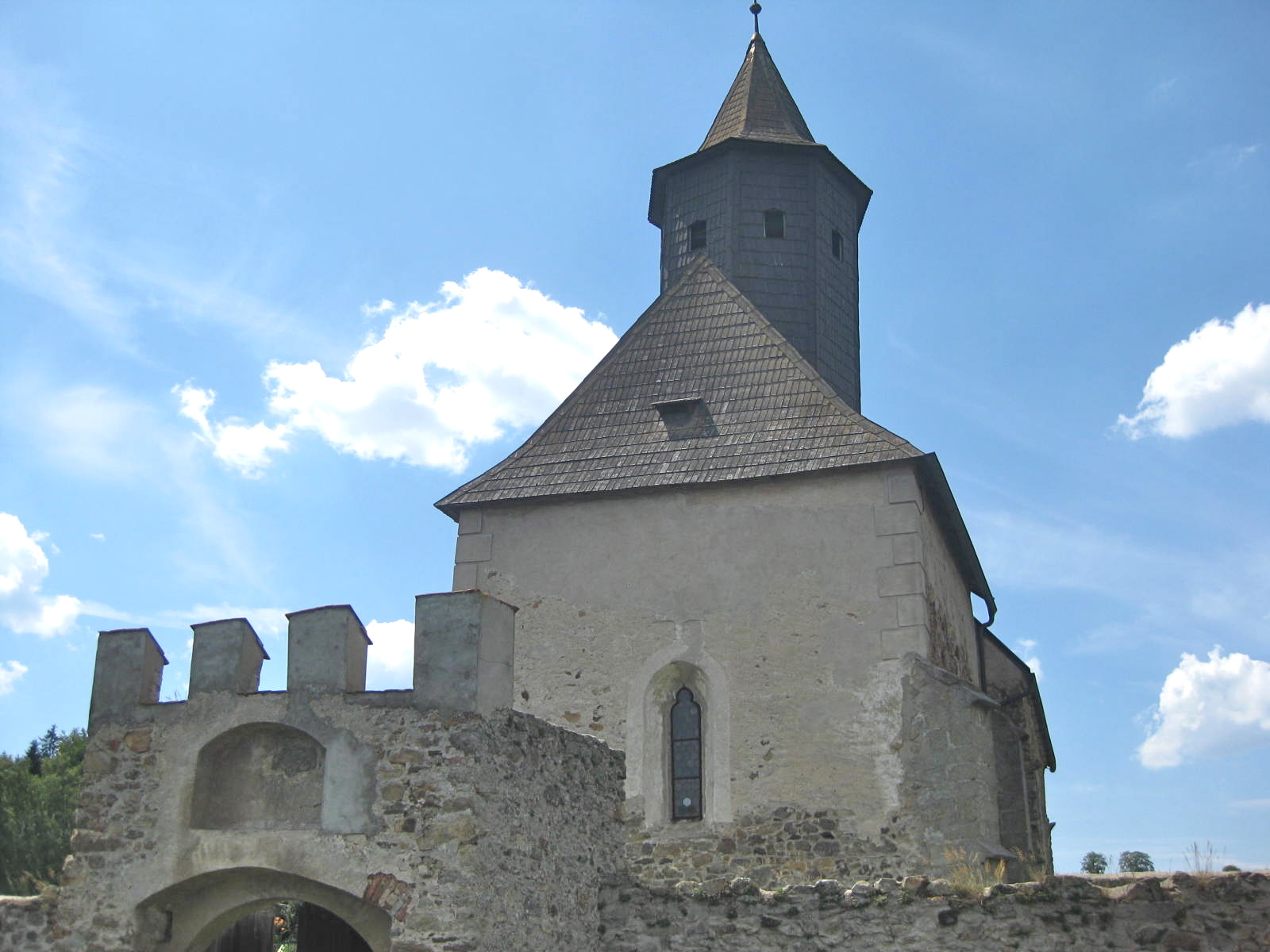
Kostel sv. Jakuba Staršího v Kleinzwettlu
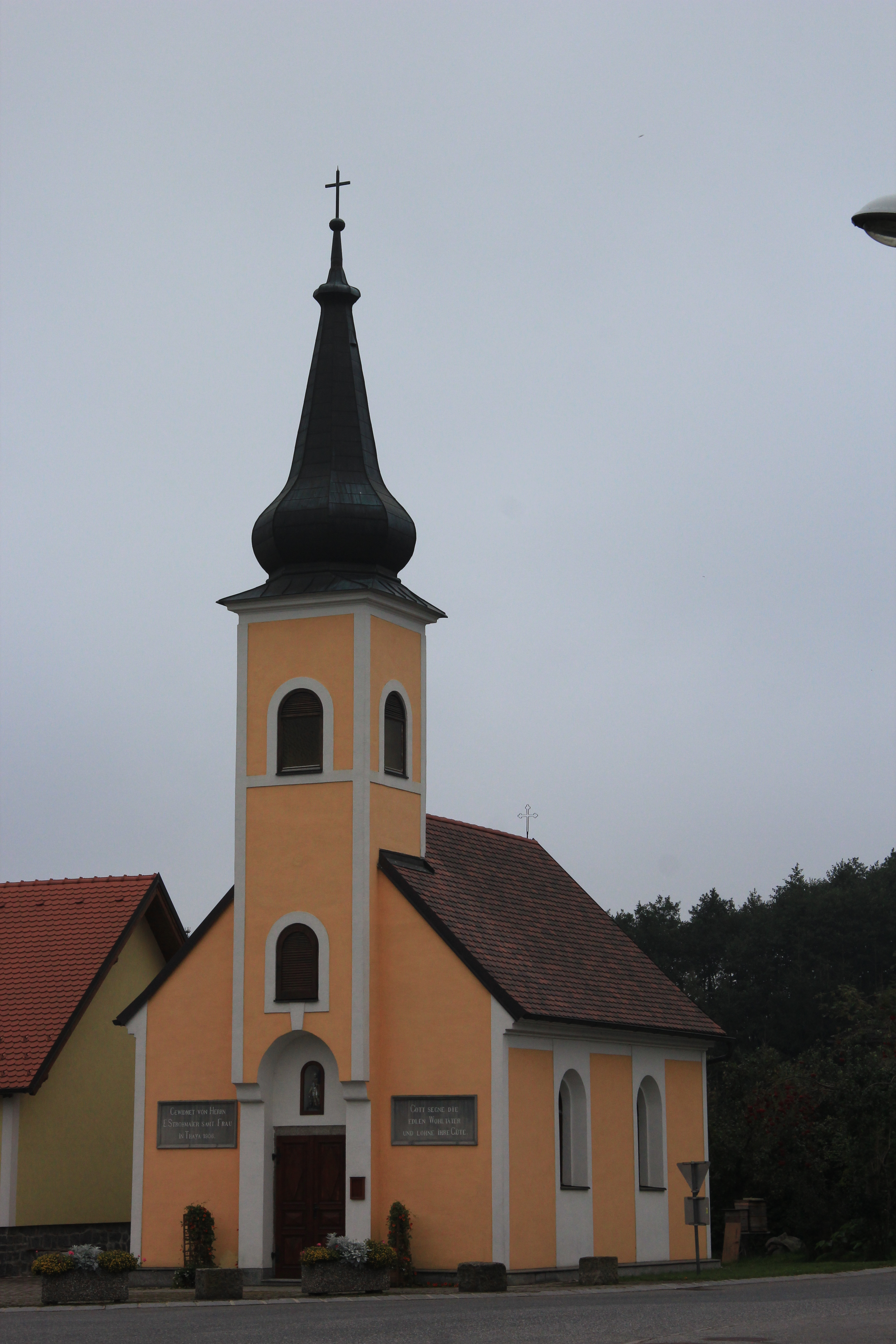
Místní kaplička ve Frühwärts
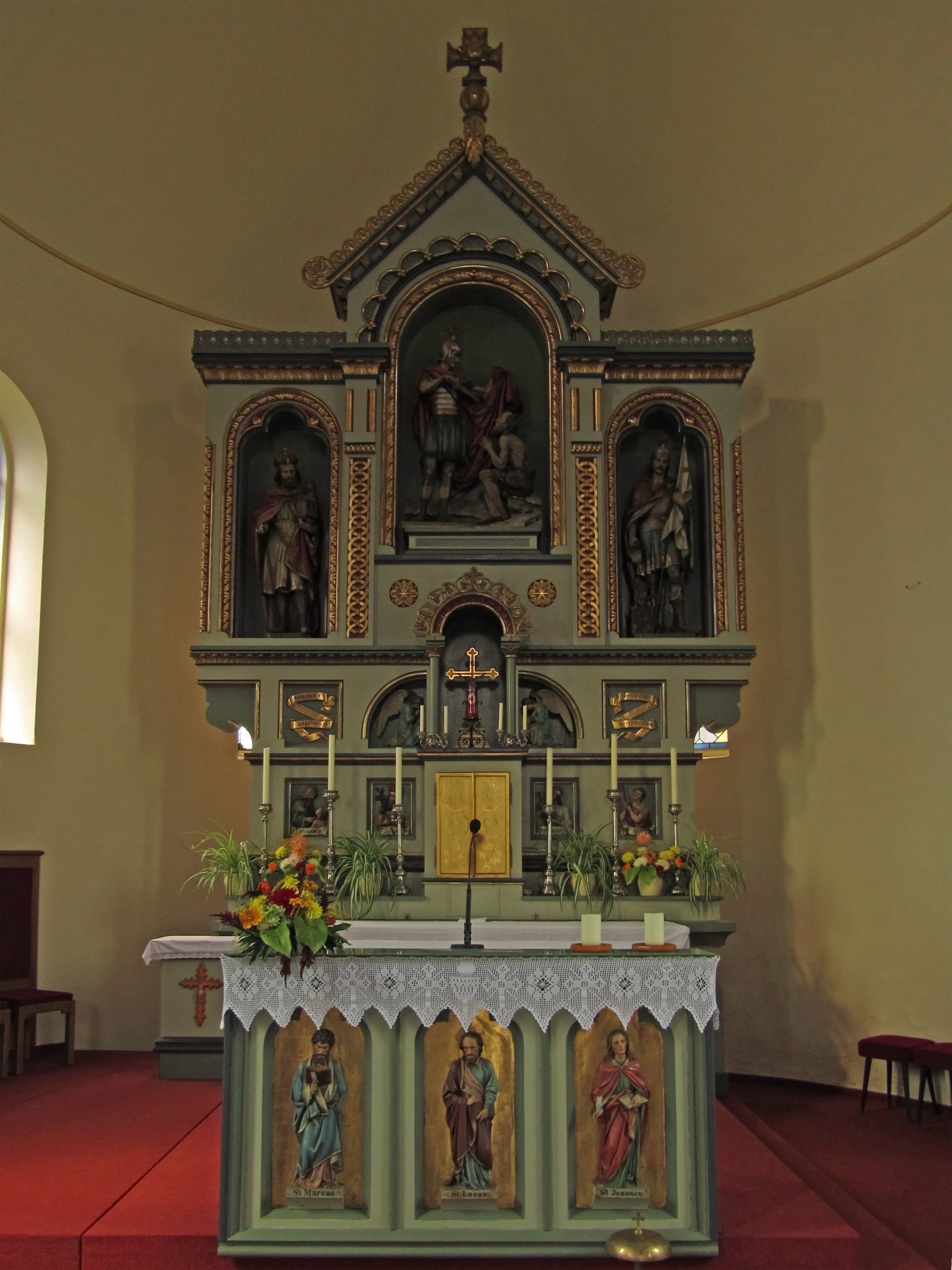
Farní kostel sv. Martina (interiér)